# Myuchelys
Genre
Synonymes
- Wollumbinia Wells, 2007

Myuchelys est un genre de tortue de la famille des Chelidae.

## Répartition
Les 3 espèces de ce genre sont endémiques d'Australie. Elles se rencontrent au Queensland et en Nouvelle-Galles du Sud.

## Liste des espèces
Selon TFTSG (20 juin 2014) :
- Myuchelys bellii (Gray, 1844)
- Myuchelys georgesi (Cann, 1997)
- Myuchelys latisternum (Gray, 1867)

## Taxinomie
Le nom de ce genre est discuté : Thomson & Georges, 2009 considèrent que l'article de Wells, 2007 créant Wollumbinia n'a pas été publié selon les normes du Code international de nomenclature zoologique, ils ont donc créé Myuchelys.

## Publications originales
- Thomson & Georges, 2009 : Myuchelys gen. nov. —a new genus for Elseya latisternum and related forms of Australian freshwater turtle (Testudines: Pleurodira: Chelidae). Zootaxa, no 2053, p. 32-42 (texte intégral).
- Wells, 2007 : Some taxonomic and nomenclatural considerations on the class Reptilia in Australia. A new species of freshwater turtle in the genus Wollumbinia Wells 2007 (Reptilia: Chelidae) from eastern Australia. Australian biodiversity record, vol. 2009, no 1, p. 1-12 (« texte intégral »(Archive.org • Wikiwix • Archive.is • Google • Que faire ?)).